# Rehab (리한나 노래)
"Rehab"는 바베이도스 가수 리한나가 그녀의 세 번째 스튜디오 앨범인 Good Girl Gone Bad (2007)를 위해 녹음한 노래이다. 데프 잼 레코딩스는 2008년 10월 6일, 미국의 컨템포퍼리 히트 라디오에 이 노래를 앨범의 다섯 번째이자 마지막 싱글로 제공했다. 그것은 2008년 12월 8일 영국에서 CD 싱글 발매되었다.
리한나가 2007년 저스틴 틴버레이크의 FutureSex/LoveShow 투어에서 팀버랜드와 동행하면서 "Rehab"의 개발이 시작되었다. 팀버레이크는 프로듀서인 하논 레인과 팀버랜드와 협업하여 노래를 썼고, 추가 보컬을 제공했다. "Rehab"는 감정적이고 우울한 후렴구를 가진 중간 템포의 R&B 노래이다. 가사는 전 연인의 고통스러운 기억에 관한 것으로, 그는 병으로 은유적으로 묘사된다.

"Rehab"는 오스트리아, 독일, 네덜란드, 노르웨이 싱글 차트에서 상위 10위 안에 들었다. 영국 싱글 차트 16위, 미국 빌보드 핫 100 18위를 기록했다. 미국 음반 산업 협회 (RIAA) 에서 더블 플래티넘 인증을 받았다. 앤서니 맨들러 LA 근처 바스케스 록스 파크에서 촬영된 뮤직비디오를 감독했다. 이 작품은 어반 뮤직 어워드에서 최고의 뮤직 비디오상을 수상했다. 리하나는 Good Girl Gone Bad 투어 (2007-2009)와 가끔 Last Girl on Earth(2010–2011) 에서 "Rehab"을 공연했다.

## 제작 및 공개

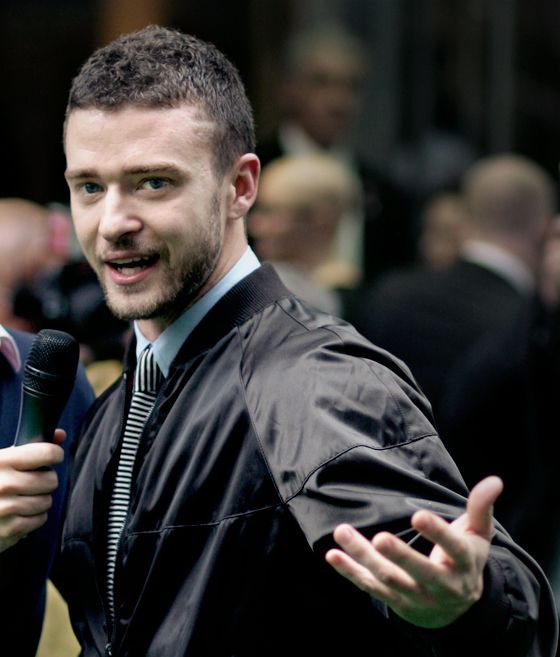
리한나에 따르면, 팀버레이크는 "그의 머릿속에서" 노래의 가사를 썼다. 그는 종이에 아무것도 쓰지 않았다. 그는 부스에 들어가서 노래를 불렀다."

"Rehab"은 리한나의 세 번째 스튜디오 앨범인 Good Girl Gone Bad을 위해 팀버랜드가 작곡하고 제작한 3곡 중 하나이다. 팀버랜드는 팀버랜드가 프로듀싱한, 2006년 팀버레이크의 앨범 FutureSex/LoveSounds을 홍보하기 위해 저스틴 틴버레이크 함께 FutureSex / LoveShow에서 투어를 진행하고 있었다. 팀버랜드 역시 제작했다. 시카고 공연을 마치고, 그들은 팀버레이크가 비트와 멜로디를 시도해봤던, 스튜디오에서 리한나와 합류했다. 몇 주 후, 세 사람은 팀버레이크가 이미 리한나를 위한 노래를 구상해놓은,  뉴욕에서 함께 모였다. 리한나에게 "Rehab"라는 노래를 작곡해주고 싶었던 팀버랜드는 팀버레이크가 들어와서 노래를 즉흥적으로 연주했을 때 비트를 프로듀싱하고 있었다. 한논 레인은 이 곡을 공동 작사하고 공동 제작했으며, 데마시오 카스테론이 2007년 뉴욕의 로크 더 미크 스튜디오에서 녹음하고 믹싱했다.  팀버랜드와 함께한 리한나의 활동은 또한 Good Girl Gone Bad를 위해 제작했던 "Sell Me Candy"와 "Lemme Get That"로 이어졌다.

## 라이브 공연

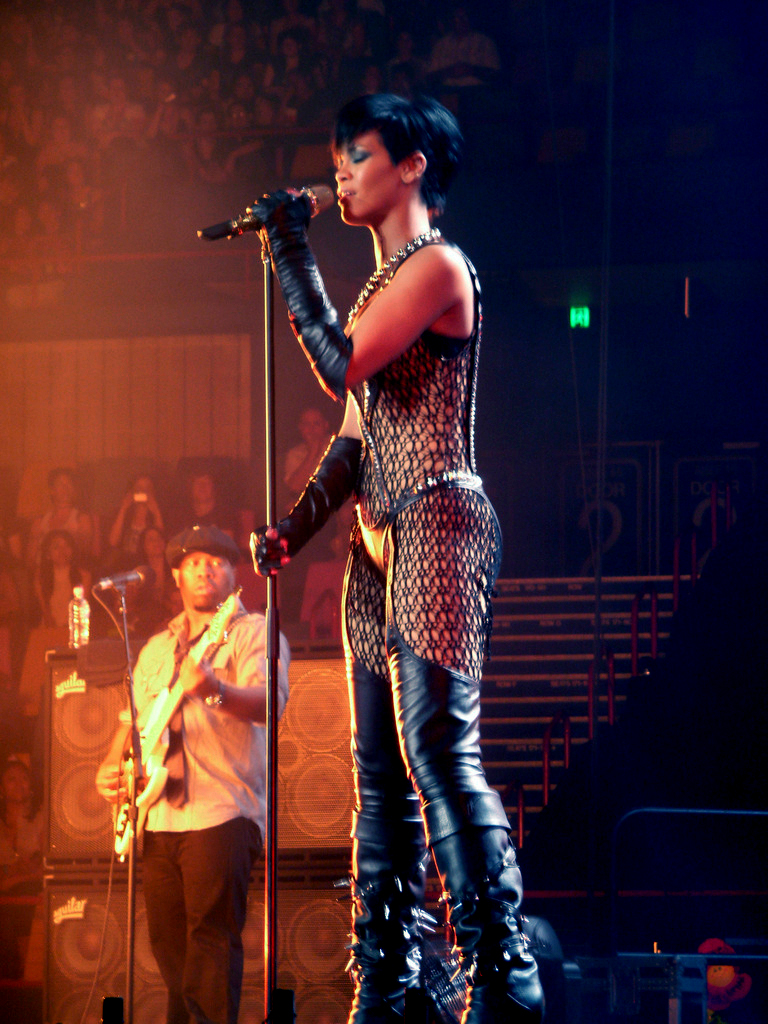
리하나는 브리즈번에서 그녀의 '굿걸 가운 배드 투어'에서 공연하고 있다